# بيتراكاتيلا
بيتراكاتيلا (بالإيطالية: Pietracatella) هي كومونا في مقاطعة كمبباسة في منطقة مليزة الإيطالية، وتقع على بعد 15 كيلومتر (9 ميل) شرق كمبباسة.